# Antoni Remiszewski
Antoni Remiszewski (ur. 11 sierpnia 1883 w Warszawie, zm. 8 marca 1948 tamże) – polski polityk, radca Izby Przemysłowo-Handlowej w Łodzi w 1935 roku.

## Życiorys
Syn kolejarza. Ukończył gimnazjum w Warszawie (1904) i filologię polską na Uniwersytecie Jagiellońskim. Po ukończeniu studiów pracował jako nauczyciel w szkołach w Białej, Sosnowcu, Lublinie, Łodzi, Zgierzu.
W czasie I wojny światowej działał w Stronnictwie Niezawisłości Narodowej, PPS, Polskiej Organizacji Wojskowej. Od 1 października 1917 roku pełnił funkcję inspektora szkolnego na powiaty: łódzki, łaski, brzeziński. W 1918 więziony przez władze niemieckie. Od grudnia tegoż roku pracował jako komisarz rządowy na powiat łódzki, a następnie od sierpnia 1919 – jako starosta łódzki. Przejściowo, od 14 do 19 maja 1926 pełnił obowiązki wojewody łódzkiego, jako mąż zaufania Józefa Piłsudskiego. Następnie pracował krótko jako starosta będziński.
Między 3 listopada 1926 a 29 listopada 1930 był wojewodą lubelskim. Po odwołaniu ze stanowiska pracował przez dwa lata w Ministerstwie Rolnictwa, a następnie do wybuchu wojny był inspektorem wojewódzkim w Powszechnym Zakładzie Ubezpieczeń Wzajemnych. Działał w Armii Krajowej. Po wojnie został dyrektorem w Powszechnym Zakładzie Ubezpieczeń Wzajemnych w Łodzi i Warszawie. Pochowany został na cmentarzu Powązkowskim w Warszawie (kw. 17-6-12/13/14).